# James Barron
James Barron (Hampton (Virginia), 15 september 1768 - Norfolk (Virginia), 21 april 1851) was een marineofficier van de United States Navy. James Barron kwam in een kwalijk daglicht met de Chesapeake-Leopard-zaak. Tijdens een duel verwondde hij commodore Stephen Decatur, jr. die op dezelfde dag nog aan de kogelverwonding overleed.

## Loopbaan
James Barron werd geboren in Virginia in 1768, en al op jeugdige leeftijd diende hij in de Virginia Navy tijdens de laatste jaren van de Amerikaanse Onafhankelijkheidsoorlog. Bijna twee decennia later in 1798, kreeg hij een opdracht als luitenant in de nieuwe Amerikaanse Marine.
Hij toonde zich met een bekwaam officier op het fregat "USS United States", en later werd hij gepromoveerd tot kapitein als bevelhebber over het fregat "USS Warren" in 1800-1801, gedurende de laatste maanden van de Quasi-Oorlog met Frankrijk.
In de jaren die volgden, diende hij in de Eerste Barbarijse Oorlog in de Middellandse Zee en hield hij toezicht op de ontwerpen en bouw van de kanonneerboten.

### De zaak-"Chesapeake-Leopard"
Gedurende zijn carrière had hij het bevel over het fregat "USS Chesapeake" als commodore in de U.S.Navy. James Barron werd omschreven werd als:a mediocre sailor with a gift for ingratiating himself with influential Republicans (een middelmatige zeeman met een gave om zich te verlagen om te gaan met invloedrijke Republikeinen).
Op 22 juni 1807 was zijn schip betrokken in de zaak-"Chesapeake-Leopard", terwijl de oorlog met de Britten pas begon met de Oorlog van 1812. Het Britse fregat "HMS Leopard" blokkeerde zijn fregat en de kapitein vroeg hem Britse marinedeserteurs uit te leveren.
Commodore Barron weigerde omdat de Amerikanen toen nog neutraal waren, waarop het Britse fregat het vuur opende op de "USS Chesapeake", en vier bemanningsleden doodde (waarvan één later stierf in het hospitaal) en 18 manschappen verwondde. Barron liet uiteindelijk een onderzoek op zijn schip toe. Hij streek zijn vlag, zonder iets te ondernemen tegen de Britse aanvallers. De Britten namen vier vermoedelijke deserteurs in hechtenis en minachtend negeerden ze Barrons verzoeken tot bemiddeling.
Het neutrale Amerikaanse fregat werd in beslag genomen door de Engelsen en naar Groot-Brittannië gebracht als prijsschip. Na politieke overwegingen en besprekingen tussen beide landen, werd het Amerikaanse fregat teruggevoerd door Stephen Decatur naar de Verenigde Staten.
James Barron kwam later voor het tribunaal krijgsgerechtshof, als verdachte in deze zaak wegens mogelijke nalatigheid. John Rodgers was de voorzitter van het krijgstribunaal en Stephen Decatur was een van de aanklagers.
Toen Barron weer terugkeerde bij de marine, werd hij tegengewerkt en zelfs voor 5 jaar geschorst.
Later daagde hij Stephen Decatur uit voor een duel, dat werd uitgevochten op 22 maart 1820 met de pistolen en niet met de sabels. James Barron wou zich nog terugtrekken en het tweegevecht laten voor wat het was. Decaturs bedoeling was niet om hem te doden, maar hem enkel te verwonden. Maar de secondanten, onder wie William Bainbridge, Decaturs secondant, deden geen poging het geschil te stoppen. Het duel ging door. James Barron werd ernstig gewond aan zijn heup, terwijl Stephen Decatur dodelijk gewond werd in zijn onderbuik. Decatur stierf nog diezelfde dag thuis aan zijn verwonding, terwijl Barron zijn verwonding overleefde. Na zijn herstel, betrok Barron weer zijn officiersfunctie bij de Amerikaanse Marine, maar voor kusttaken.
Hij kreeg een titel als hooggeplaatst officier in 1839, en stierf te Norfolk, Virginia op 21 april 1851 op 82-jarige leeftijd.